# Jorge Otero
Jorge Otero Bouzas, född 28 januari 1969, är en spansk före detta professionell fotbollsspelare. Han spelade som ytterback för fotbollsklubbarna Celta B, Celta, Valencia, Betis, Atlético Madrid och Elche mellan 1986 och 2005. Han vann också Segunda División två gånger, ena med Celta (1991–1992) och den andra med Atlético Madrid (2001–2002). Otero spelade också nio landslagsmatcher för det spanska fotbollslandslaget mellan 1993 och 1996.